# Сомов, Георгий Павлович
Сомов Георгий Павлович (1917—2009) — советский и российский эпидемиолог и микробиолог, академик РАМН, доктор медицинских наук, профессор, заслуженный деятель науки РФ, лауреат Государственной премии СССР, почетный гражданин города Владивостока, участник Великой Отечественной войны, полковник медицинской службы в отставке, создатель научной школы НИИЭМ СО РАМН (г. Владивосток), в котором работал с 1960 года.

## Биография
Родился 1 октября 1917 года.
- 1941 — окончил 1-й Ленинградский медицинский институт им. академика И. П. Павлова
- 1941—1944 — начальник санитарно-эпидемиологической лаборатории Ладожской военной флотилии Балтийского флота
- 1950 — защитил в Ленинграде кандидатскую диссертацию на тему «Новый метод исследования микрофлоры поверхностей», стал Главным эпидемиологом Тихоокеанского флота
- 1960—2009 — работал в Владивостокском НИИ эпидемиологии и микробиологии МЗ РСФСР (с 1980 — НИИЭМ СО РАМН, г. Владивосток)
- 1961 заместитель директора института
- 1966 — защитил докторскую диссертацию на тему «Клещевой риккетсиоз в Приморском крае»
- 1983—1988 — директор НИИЭМ СО РАМН, с 1988 — советник при дирекции института
- 1986 — избрание действительным членом (академиком) РАМН
- 1989 — присуждение Государственной премии СССР
- 1998 — присвоено почетное звание «Заслуженный деятель науки Российской Федерации»[1]

## Семья
Отец — Павел Осипович Сомов (белоэмигрант, после скитаний осел в Праге), родственник художника К. А. Сомова.
Мать — Ольга Георгиевна Бонч-Осмоловская, дочь профессора, действительного статского советника Георгия Федоровича Морозова, лесовода, ботаника, почвоведа и географа, классика российского лесоводства (1867—1920).
Брат (единоутробный) — Андрей Глебович Бонч-Осмоловский, физик-теоретик, доктор наук (1929—2001).
Сын — Михаил Георгиевич Сомов.

## Основные труды
- «Дальневосточная скарлатиноподобная лихорадка» (1979)
- «Иммунология псевдотуберкулеза» (в соавт. с Н. Н. Беседновой, М. Ф. Дзадзиевой и Н. Ф. Тимченко; 1985)
- «Сапрофитизм и паразитизм патогенных бактерий (экологические аспекты)» (в соавт. с В. Ю. Литвиным; 1988)
- «Псевдотуберкулез» (в соавт. с В. И. Покровским и Н. Н. Беседновой; 1991)
- «Психрофильность патогенных бактерий» (в соавт. с Т. Н. Варвашевич и Н. Ф. Тимченко; 1993)
- Сомов Г. П., Бузолева Л. С. Адаптация патогенных бактерий к абиотическим факторам окружающей среды / Рецензент: академик РАМН, заслуженный деятель науки РФ, доктор медицинских наук, лауреат Государственной премии СССР Н. Н. Беседнова; РАМН СО. НИИ эпидемиологии и микробиологии. — Владивосток: ОАО Примполиграфкомбинат, 2004. — 168 с.

## Награды
Награждён 7 орденами (Ленина, Трудового Красного Знамени, Дружбы народов, Отечественной войны II степени — 2, Красной Звезды — 2), медалью «За боевые заслуги» и 14-ю юбилейными медалями.
- Государственная премия СССР
- Заслуженный деятель науки РФ